# Michael Falch (album)
Michael Falch er selvbetitlede debutalbum fra den danske rocksanger Michael Falch. Albummet blev udgivet i 1985.

## Spor
1. "Gak-Gak I Gågaden" - 4:09
2. "Man Ved Aldrig" - 3:53
3. "Navn Og Nummer" - 3:28
4. "Nye Tider" - 4:28
5. "Slowmotion" - 4:48
6. "Pist Væk" - 3:38
7. "Os To Eller Hva'" - 3:13
8. "Dansende Dage" - 4:05
9. "Øjenvidner" - 5:08
10. "Sommer På Vej" - 4:28